# Yūji Takeoka
Pour les articles homonymes, voir Takeoka et Yūji.
Yūji Takeoka (竹岡 雄二, , Takeoka Yūji), né en 1946 à Kyoto (Japon), est un artiste et sculpteur japonais.
Il vit à Düsseldorf depuis 1973. Il était professeur à l'Université des Arts de Brême.

## Biographie
Yuji Takeoka étudie à l'Université des Arts de la ville de Kyoto de 1968 à 1972 et obtient son diplôme de maîtrise en 1972. Il poursuit par des études à l'Académie des beaux-arts de Düsseldorf auprès d'Erwin Heerich et de Klaus Rinke de 1973 à 1979.
De 1995 jusqu'à sa retraite en 2012, il est professeur à l'Université des Arts de Brême.

## Expositions
- 1980 Heidelberger Kunstverein
- 1981 Kunstforum der städtischen Galerie im Lenbachhaus, München
- 1986 Galerie Konrad Fischer, Düsseldorf
- 1987 Bonner Kunstverein, Bonn
- 1987 Slalom Salon am Burgplatz, Düsseldorf
- 1987 Japanisches Kulturinstitut, Köln
- 1988 Gallery Shimada, Yamaguchi, Osaka, Japan
- 1988 Galerie Konrad Fischer, Düsseldorf,
- 1988 Art Cologne, Köln
- 1989 Gallery S 65, Aalst, Belgique
- 1990/93/94/97 Galerie Konrad Fischer, Düsseldorf
- 1991 Galerie Phillippe Casini, Paris
- 1991 Transmission Gallery, Glasgow
- 1992 documenta 9 et Kunstraum Kassel, Kassel
- 1992/94/95/99 Gallery Wako Works of Art, Tokyo, Japan
- 1995 Galerie Birgit Waller, Bremen
- 1995/2002 Gallery Yamaguchi, Osaka
- 1996/97 Kunstverein Ruhr, Essen
- 1997/98 Westfälischer Kunstverein, Münster
- 1997 Württembergischer Kunstverein, Stuttgart
- 1998/2007 Galerie Hollenbach, Stuttgart
- 1998 Galerie Katrin Rabus, Bremen
- 1999 Kabinett für aktuelle Kunst, Bremerhaven

### Années 2000
- 2000 Kunstverein für die Rheinlande und Westfalen, Düsseldorf
- 2000/06/08 Galerie Konrad Fischer, Düsseldorf/Berlin
- 2000/05/10 Gallery Wako Works of Art, Tokyo, Japan
- 2001 Diözesanmuseum, Köln
- 2001 National Museum of Art, Osaka
- 2002 Neues Museum Weserburg, Bremen
- 2003 Galerie Dorothea van der Koelen, Mainz
- 2004 Museum DKM, Duisburg
- 2005 Museum gegenstandsfreier Kunst, Otterndorf
- 2007 Galerie für Gegenwartskunst, Barbara Claassen-Schmal, Bremen
- 2009 Ruhender Kubus, Kulturkirche St.Stephanie, Bremen

### Années 2010
- 2011 : Josef-Albers-Museum im Quadrat, Bottrop
- 2012 : Zum Nullpunkt der Bildhauerei, Gerhard-Marcks-Haus, Bremen
- 2013/2015 : Fakultätengarten, Gestaltung des Vorplatzes der Universität Paderborn[2]
- 2016 : From a pedestal into space, National Museum of Art, Osaka[3]